# Домажлице (окръг)
Окръг Домажлице (на чешки: Okres Domažlice) е един от 7-те окръга на Пилзенския край на Чехия. Административен център е едноименният град Домажлице. Площта на окръга е 1123,46 km2, а населението – 60 727 жители. В окръга има 85 населени места, от които 8 града и 2 места без право на самоуправление. Код по LAU-1 – CZ0321.

## География
Окръгът е разположен в югозападната част на края. Граничи с окръзите Пилзен-юг, Тахов и Клатови на Пилзенския край. На югозапад е държавната граница с Германия.

## Градове и население
Данни за 2009 г.:
| Град              | Население |
| ----------------- | --------- |
| Домажлице         | 11 128    |
| Кдине             | 5302      |
| Холишов           | 4992      |
| Хоршовски Тин     | 4990      |
| Станков           | 3226      |
| Бела над Радбузоу | 1813      |
| Побежовице        | 1660      |
| Хостоун           | 1401      |

| Общо           | Жени             | Мъже             |
| -------------- | ---------------- | ---------------- |
| 60 843 (100 %) | 30 627 (50,34 %) | 30 216 (49,66 %) |

Средната гъстота е 54 души на km²; 56,72 % от населението живее в градове.

## Образование
По данни от 2003 г.:
| Вид училище                         | Брой училища |
| ----------------------------------- | ------------ |
| Детски градини                      | 36           |
| Начални училища                     | 27           |
| Гимназии                            | 1            |
| Средни училища и промишлени училища | 3            |
| Средни професионални училища        | 3            |
| Висши професионални училища         | 1            |

## Здравеопазване
По данни от 2003 г.:
| Лекари                                      | 138 |
| Болници                                     | 1   |
| Специализирани заведения за лечение и отдих | -   |
| Зъболекари                                  | 29  |
| Аптеки                                      | 13  |

## Транспорт
През окръга преминава част от първокласните пътища (пътища от клас I) I/22 и I/26. Пътища от клас II в окръга са II/183, II/184, II/185, II/189, II/190, II/192, II/193, II/195, II/196, II/197, II/198 и II/200.

## Туризъм
Най-важният тулистически обект в окръга е град Домажлице, със запазен и реставриран исторически център. Посещаван е и град Хоршовски Тин, където туристическа забележителност е замъка на града. Туристически и колоездачни трасета има в планината Чешки лес. Между 2010 и 2011 г. с подкрепата на Европейския съюз там са изградени над 40 km нови вело- и екопътеки. Важен бароков паметник е манастира в Пивони (част от община Мнихов), който обаче към второто десетилетие на 21 век вече е в лошо състояние. Друга туристическа зона е възвишението Седмихоржи, на границата с окръг Тахов.